# 中華民國—葛摩關係
中華民國與葛摩聯盟無正式外交關係，目前也沒有在對方首都互設具大使館功能的代表機構。對葛摩的相關事務由駐南非共和國臺北聯絡代表處、駐法國台北代表處共同管轄。

### 外交

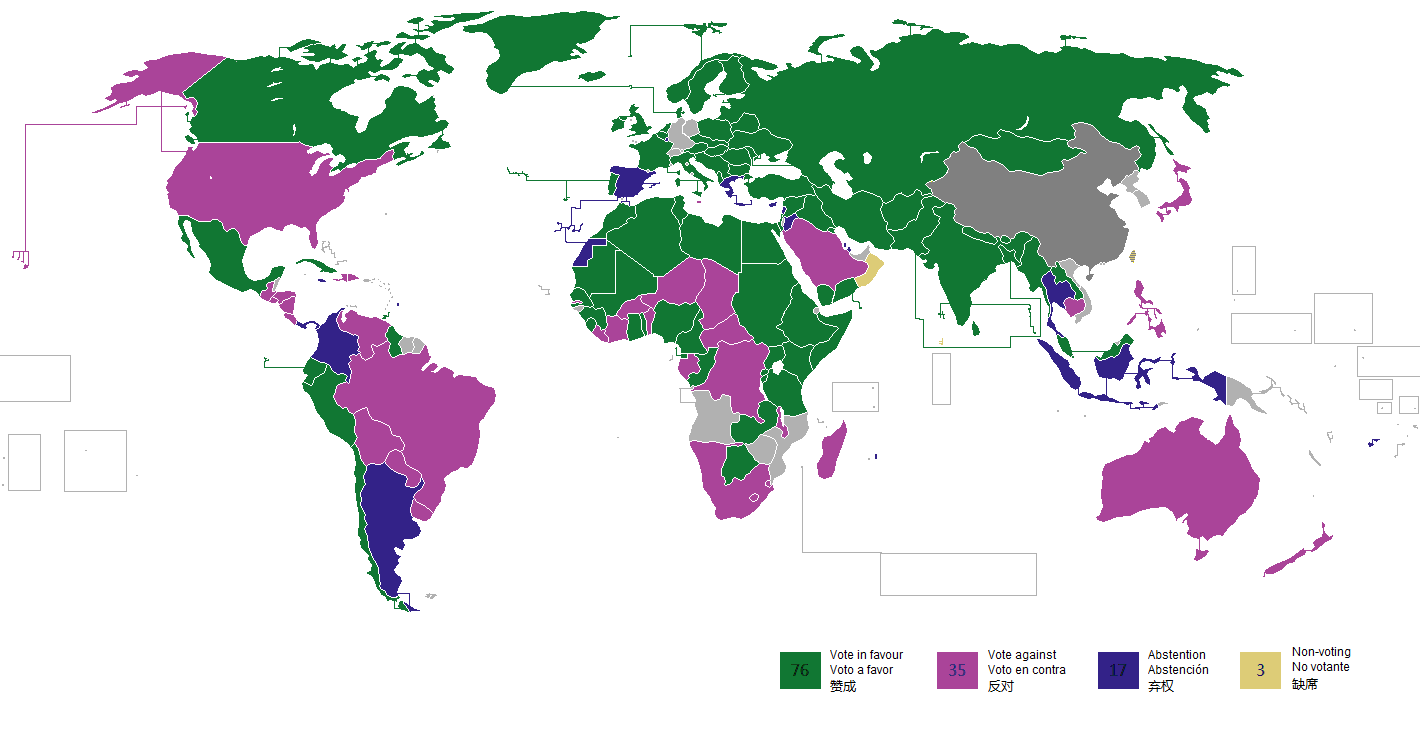
灰色國家表示非聯合國會員國，葛摩當時尚未獨立，因此不能對中華民國續留聯合國一案參與投票，即《聯合國大會2758號決議》。

## 經濟

### 貿易
| 年分 | 貿易總額 | 貿易總額 | 貿易總額 | 出口至葛摩 | 出口至葛摩 | 出口至葛摩 | 自葛摩進口 | 自葛摩進口 | 自葛摩進口 | 順逆差  |
| 年分 | 金額     | 年增減   | 排名     | 金額       | 年增減     | 排名       | 金額       | 年增減     | 排名       | 順逆差  |
| ---- | -------- | -------- | -------- | ---------- | ---------- | ---------- | ---------- | ---------- | ---------- | ------- |
| 2017 | 110,368  | ▼14.1%   | 217      | 46,688     | ▼54.7%     | 215        | 63,680     | ▲150.1%    | 195        | 逆差 -- |
| 2018 | 40,626   | ▼63.2%   | 222      | 15,375     | ▼67.1%     | 219        | 25,251     | ▼60.3%     | 210        | 逆差▼   |
| 2019 | 57,064   | ▲40.5%   | 220      | --         | --         | 232        | 57,064     | ▲126.0%    | 196        | 逆差▲   |
| 2020 | 152,877  | ▲167.9%  | 212      | 119,062    | --         | 206        | 33,815     | ▼40.7%     | 194        | 順差 -- |
| 2021 | 30,797   | ▼79.9%   | 223      | 25,749     | ▼78.4%     | 220        | 5,048      | ▼85.1%     | 211        | 順差▼   |
| 2022 | 8,546    | ▼72.3%   | 229      | 570        | ▼97.8%     | 228        | 7,976      | ▲58.0%     | 212        | 逆差 -- |
| 2023 | 27,478   | ▲221.5%  | 225      | 2,582      | ▲353.0%    | 227        | 24,896     | ▲212.1%    | 199        | 逆差▲   |
| 2024 | 24,516   | ▼10.8%   | 225      | 17,888     | ▲592.8%    | 221        | 6,628      | ▼73.4%     | 212        | 順差 -- |

2023年的兩國貿易項目如下：
出口至葛摩的項目為：机械零件。
自葛摩進口的項目為：丁香；精油、萃取含油樹脂、精油脫萜所得之萜副產品、精油之水餾液與水溶液；特殊物品，含進口未超過5萬新臺幣之小額報單與其他零星物品等。

## 簽證

持中華民國護照的中華民國國民簽證要求分布圖：入境葛摩可以落地簽證。

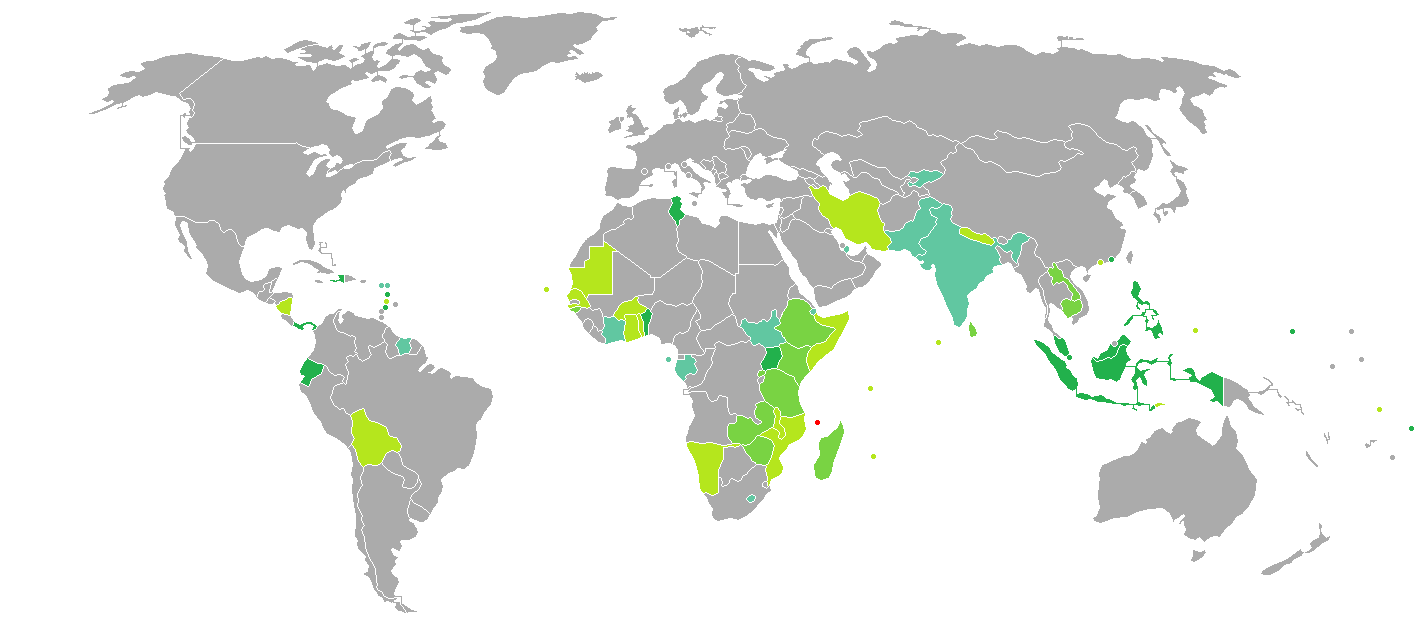
持葛摩護照的葛摩人口簽證要求分布圖：入境中華民國需要簽證。

兩國國民皆須申請簽證方可入境對方國家。葛摩政府沒有給予任何地區的外籍人士免簽證待遇，持中華民國護照的中華民國國民可在首都莫洛尼的賽義德·易卜拉欣王子國際機場辦理落地簽證入境葛摩，停留最多45天。入境出示完整2019冠状病毒病疫苗接種證明者，無須再出示PCR檢測陰性證明。
持葛摩護照的葛摩國民抵台參加由中央政府機關主辦、協辦或贊助之國際會議、運動賽事、商展或其他活動，可以電子簽證入境中華民國，停留最多30天並不得延期。

## 交通

### 航空

#### 客運
兩國無直航班機，可經由（截至2023年6月27日）：
- 臺北→伊斯坦堡（季節性飛葛摩），再轉機前往葛摩的國際機場。

季節性以外的時段，可經由：
- 臺北→伊斯坦堡→安塔那那利佛→葛摩的國際機場。

## 外部連結
- 中華民國外交部－葛摩聯盟簡介 （页面存档备份，存于）
- 駐南非共和國台北聯絡代表處
- 駐法國台北代表處
- 外交部領事事務局－國外旅遊警示分級表
- 中華民國衛生福利部－國際旅遊疫情建議等級
- 中華民國國際經濟合作協會 （页面存档备份，存于）